# Erin go bragh

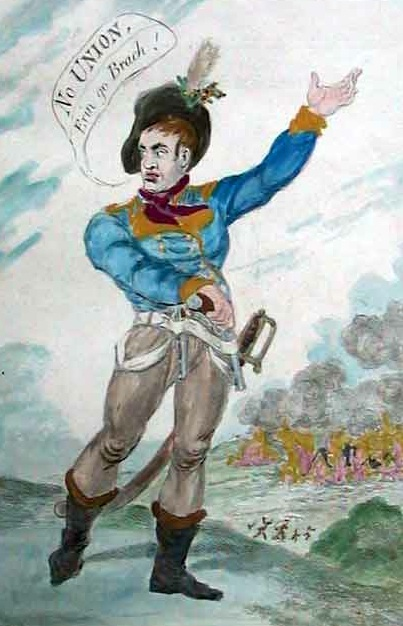
Dibujo de Henry Grattan en 1798.

Erin go Bragh (pronunciado /ˌɛrɪn ɡə ˈbrɑː/), a veces denominado Erin go Braugh, es la variante en idioma inglés de una frase en lengua irlandesa, Éirinn go Brach, y se utiliza para expresar lealtad a Irlanda. Con mayor frecuencia se traduce como «Irlanda para siempre».

## Origen
Tiene su origen en la frase Éirinn go Brach del idioma irlandés. La ortografía estandarizada en irlandés es Éire go Brách (pronunciado [ˈeːrʲə ɡə brɑːx], /éria ga braj/). Sin embargo, Éirinn (que sobrevive como la forma dativa de la norma moderna) es una forma histórica utilizada en lugar de Éire en dos dialectos; este es el origen del anglicismo Erin. En todos los demás dialectos, la distinción entre el Éire nominativo acusativo y el dativo Éirinn se mantiene distinta. Este cambio lingüístico (forma dativa reemplazando a la nominativa) es común entre los nombres irlandeses de la segunda y quinta declinaciones.

## Usos

Bandera del Batallón de San Patricio de México.

### Nacionalismo en la diáspora irlandesa
Con el tiempo, la frase fue adoptada en inglés. Hacia 1847 ya estaba en uso como Erin Go Bragh. Ese año, un grupo de voluntarios irlandeses, incluyendo desertores del Ejército de los Estados Unidos, se unió al lado mexicano durante la Intervención estadounidense en México. Estos soldados, conocidos como los San Patricios o Batallón de San Patricio, utilizando como estandarte una bandera verde con un arpa en ella, con el lema Erin Go Bragh debajo. Variaciones de dicha bandera se han utilizado en diversas ocasiones para expresar el nacionalismo irlandés.
En 1862, un grupo de 400 irlandeses emigró a Brisbane, Australia en un barco llamado Erin Go Bragh.

### Deportes
A finales del siglo XIX, el club de fútbol Hibernian Football Club de Edimburgo, Escocia, adoptadó el Erin Go Bragh como su lema, luciéndolo en sus camisetas.
En 1906, tres irlandeses fueron a Atenas, Grecia para competir en los Juegos Intercalados de 1906 dentro de un equipo irlandés separado del equipo correspondiente del Reino Unido. Tenían uniformes diferentes destinados a competir por primera vez en calidad de representantes de su propio país. Una vez en Atenas, el comité británico decidió que los irlandeses debían competir bajo la bandera británica. Peter O'Connor ganó la medalla de plata para el salto de longitud. Cuando estaba a punto de recibir su medalla, se precipitó hacia el asta de la bandera, se trepó en ella y colgó una bandera con el lema Erin Go Bragh, ya que la bandera tricolor irlandesa (la actual bandera empleada por la República de Irlanda) aún no tenía popularidad por parte del público en aquella época. Los otros atletas irlandeses y algunos atletas irlandeses-estadounidenses retuvieron a los encargados de seguridad por unos minutos mientras era izada la bandera. Este evento marcó la primera vez que una bandera irlandesa era flameada en un evento deportivo.

### Otros
Una canción tradicional escocesa del siglo XIX, titulada Erin-go-Bragh, cuenta la historia de un escocés de las Tierras Altas que es confundido con un irlandés. Los dos primeros versos incluyen la frase irlandesa.
La expresión fue parafraseada por un juego de palabras en un titular del New York Times («Erin go broke», traducido como «Erin va a la quiebra»), escrito por el economista Paul Krugman, en referencia a la crisis financiera en Irlanda de 2008-2013.